# Breviks kiles naturreservat
Breviks kile är ett naturreservat i Stenkyrka socken i Tjörns kommun i Bohuslän.
Området är skyddat sedan 1976 och omfattar 206 hektar. Det är beläget strax nordväst om Skärhamn och gränsar till naturvårdsområdena Toftenäs och Säby kile. 

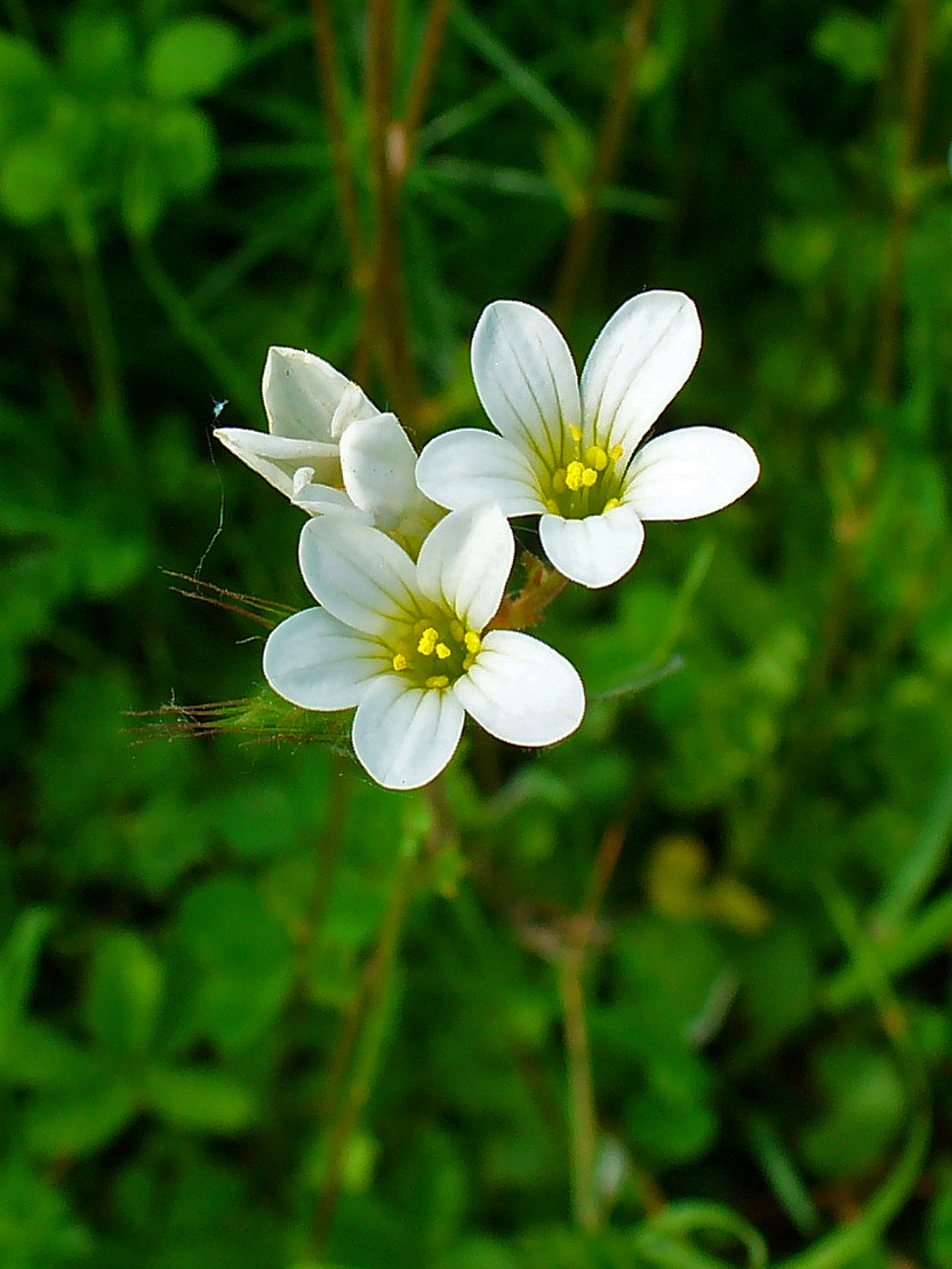
Mandelblomma

Där finns en grund havsvik och strandängar som betyder mycket för fågellivet. Området utgör fina möjligheter som häcknings-, rast- och övervintringsmöjligheter för många arter. Speciellt den grunda viken utnyttjas av rastande vadare som storspov, gluttsnäppa, brushane och kärrsnäppa. Under våren och senhösten rastar också simänder och svanar här. Bland många andra arter kan man här se strandskata, ljungpipare, större strandpipare, skäggdopping, gråhäger, blå kärrhök, pilgrimsfalk, fisktärna, gulärla, näktergal, knölsvan, tofsvipa, rödbena, stenskvätta, ängspiplärka, törnsångare och hämpling.
Vid havsstranden växer arter som glasört, salttåg och gulkämpar. På fuktig ängsmark växer arter som kärrtörel, kvanne och fackelblomster. Ovanför standängarna övergår reservatet i torrare marker och där växer arter som gullviva, mandelblom och tjärblomster.
Området ingår i EU:s ekologiska nätverk av skyddade områden, Natura 2000. Det förvaltas av Västkuststiftelsen.